# Associazione Calcio Tuttocuoio 1957 San Miniato 2016-2017
Questa voce raccoglie le informazioni riguardanti l'Associazione Calcio Tuttocuoio 1957 San Miniato nelle competizioni ufficiali della stagione 2016-2017.

## Divise e sponsor
Per la stagione 2016-2017 lo sponsor tecnico è Joma, mentre li sponsor ufficiali sono CARISMI e Tecno Amianti.
| Casa | Trasferta | Terza divisa |

## Rosa
| N. |                    | Ruolo | Calciatore                  |
| -- | ------------------ | ----- | --------------------------- |
| 1  | Italia (bandiera)  | P     | Timothy Nocchi              |
| 2  | Italia (bandiera)  | D     | Giulio Mulas                |
| 3  | Italia (bandiera)  | D     | Marco Picascia              |
| 4  | Italia (bandiera)  | D     | Dario Borghini              |
| 5  | Italia (bandiera)  | D     | Matteo Bachini              |
| 6  | Italia (bandiera)  | D     | Roberto Falivena (capitano) |
| 7  | Georgia (bandiera) | A     | Irakli Shekiladze           |
| 8  | Albania (bandiera) | C     | Federico Zenuni             |
| 9  | Italia (bandiera)  | A     | Lorenzo Tempesti            |
| 9  | Italia (bandiera)  | A     | Lorenzo Pinzauti            |
| 10 | Italia (bandiera)  | C     | Alessandro Masia            |
| 11 | Albania (bandiera) | A     | Olger Merkaj                |
| 12 | Italia (bandiera)  | P     | Leonardo Cappellini         |
| 13 | Italia (bandiera)  | D     | Lorenzo Gremigni            |

| N. |                      | Ruolo | Calciatore            |
| -- | -------------------- | ----- | --------------------- |
| 14 | Italia (bandiera)    | D     | Andrea Tiritiello     |
| 15 | Italia (bandiera)    | C     | Matteo Caciagli       |
| 17 | Italia (bandiera)    | A     | Giorgio Siani         |
| 18 | Italia (bandiera)    | C     | Leonardo Serinelli    |
| 19 | Italia (bandiera)    | D     | Domenico Frare        |
| 20 | Italia (bandiera)    | C     | Marco Berardi         |
| 21 | Italia (bandiera)    | C     | Stefano Pellini       |
| 22 | Italia (bandiera)    | P     | Alessio Grossi        |
| 23 | Italia (bandiera)    | C     | Francesco Gelli       |
| 25 | Italia (bandiera)    | C     | Alessandro Provenzano |
| 26 | Italia (bandiera)    | A     | Leonardo Imbrenda     |
| 27 | Italia (bandiera)    | D     | Alessio Lo Porto      |
| 28 | Argentina (bandiera) | A     | Franco Ferrari        |

## Calciomercato

### Sessione estiva(dal 1/7 al 31/8)
| Acquisti | Acquisti              | Acquisti                 | Acquisti      |
| R.       | Nome                  | da                       | Modalità      |
| -------- | --------------------- | ------------------------ | ------------- |
| P        | Leonardo Cappellini   | Ponsacco                 | svincolato    |
| P        | Timothy Nocchi        | Juventus                 | prestito      |
| D        | Dario Borghini        | Empoli                   | prestito      |
| D        | Lorenzo Gremigni      | Empoli                   | prestito      |
| D        | Giulio Mulas          | Parma                    | svincolato    |
| D        | Andrea Tiritiello     | Gavorrano                | svincolato    |
| C        | Yves Bationo          | Savona                   | fine prestito |
| C        | Marco Berardi         | Fiorentina               | prestito      |
| C        | Matteo Caciagli       | Valdinievole Montecatini | svincolato    |
| C        | Alessio Lo Porto      | Ternana                  | prestito      |
| C        | Alessandro Masia      | Cagliari                 | svincolato    |
| C        | Stefano Pellini       | Juventus                 | prestito      |
| C        | Alessandro Provenzano | Pisa                     | prestito      |
| C        | Leonardo Serinelli    | Sampdoria                | prestito      |
| C        | Federico Zenuni       | Torino                   | prestito      |
| C        | Francesco Gelli       | Valdinievole Montecatini | svincolato    |
| A        | Olger Merkaj          | Sampdoria                | prestito      |
| A        | Giorgio Siani         | Juventus                 | prestito      |
| A        | Lorenzo Tempesti      | Empoli                   | definitivo    |

| Cessioni | Cessioni             | Cessioni         | Cessioni      |
| R.       | Nome                 | a                | Modalità      |
| -------- | -------------------- | ---------------- | ------------- |
| P        | Raffaele Esposito    | Salernitana      | fine prestito |
| P        | Ivano Feola          | Pistoiese        | definitivo    |
| D        | Francesco Colombini  | Empoli           | fine prestito |
| D        | Salvatore Ferraro    |                  | svincolato    |
| D        | Alessandro Marchetti |                  | svincolato    |
| C        | Yves Bationo         |                  | svincolato    |
| C        | Simone Calvano       | Verona           | fine prestito |
| C        | Andrea Caponi        | Pisa             | fine prestito |
| C        | Alessio Esposito     | Pro Vercelli     | fine prestito |
| C        | Giacomo Marmugi      | Livorno          | definitivo    |
| C        | Mattia Muroni        | Cagliari         | fine prestito |
| C        | Daniele Paparusso    |                  | svincolato    |
| C        | Andrea Peverelli     | Novara           | fine prestito |
| C        | Luca Ricciardi       | Racing Roma      | svincolato    |
| A        | Faisal Bangal        | Atalanta         | fine prestito |
| A        | Antonio Cherillo     |                  | svincolato    |
| A        | Giuseppe Giovinco    | Catanzaro        | svincolato    |
| A        | Robert Kristo        | Spezia           | fine prestito |
| A        | Matteo Motti         | Jolly Montemurlo | definitivo    |
| A        | Boubacar Traorè      | Torino           | prestito      |

### Sessione invernale(dal 3/1 al 31/1)
| Acquisti | Acquisti         | Acquisti         | Acquisti   |
| R.       | Nome             | da               | Modalità   |
| -------- | ---------------- | ---------------- | ---------- |
| A        | Franco Ferrari   | Genoa            | prestito   |
| A        | Lorenzo Pinzauti | Jolly Montemurlo | definitivo |

| Cessioni | Cessioni         | Cessioni | Cessioni   |
| R.       | Nome             | a        | Modalità   |
| -------- | ---------------- | -------- | ---------- |
| A        | Lorenzo Tempesti | Teramo   | definitivo |

## Risultati

### Lega Pro

#### Girone di andata
| Arbitro: | Proietti (Terni) |

|                            |           |                       |
| Di Molfetta 31’ Romano 64’ | Marcatori | 20’ Masia 86’ Berardi |

| Pontedera 4 settembre 2016, ore 18:30 CEST 2ª giornata | Tuttocuoio       | 0 – 0 referto | Viterbese Castrense | Stadio Ettore Mannucci (380 spett.)\| Arbitro: \| Maggioni (Lecco) \| |
| Arbitro:                                               | Maggioni (Lecco) |               |                     |                                                                       |

| Arbitro: | Provesi (Treviglio) |

|            |           |                       |
| Fofana 47’ | Marcatori | 45+2’, 68’ Shekiladze |

| Arbitro: | D'Apice (Arezzo) |

|                               |           |  |
| Provenzano 13’ Shekiladze 24’ | Marcatori |  |

| Arbitro: | Amabile (Vicenza) |

|                         |           |                |
| Foglia 49’ Polidori 86’ | Marcatori | 90’ Shekiladze |

| Arbitro: | Natilla (Molfetta) |

|  |           |           |
|  | Marcatori | 75’ Bruno |

| Arbitro: | Garofalo (Torre del Greco) |

|              |           |              |
| Floriano 36’ | Marcatori | 60’ Picascia |

| Arbitro: | Piscopo (Imperia) |

|            |           |                                          |
| Zenuni 20’ | Marcatori | 27’ Cazzola 36’, 85’ Bocalon 80’ Piccolo |

| Piacenza 16 ottobre 2016, ore 14:30 CEST 9ª giornata | Piacenza         | 0 – 0 referto | Tuttocuoio | Stadio Leonardo Garilli (1 464 spett.)\| Arbitro: \| Marini (Trieste) \| |
| Arbitro:                                             | Marini (Trieste) |               |            |                                                                          |

| Arbitro: | Mancini (Fermo) |

|  |           |                      |
|  | Marcatori | 86’ (rig.) Brighenti |

| Arbitro: | Camplone (Pescara) |

|             |           |                               |
| Polvani 86’ | Marcatori | 25’ Shekiladze 90+3’ Borghini |

| Arbitro: | D'Ascanio (Ancona) |

|             |           |  |
| Ragatzu 57’ | Marcatori |  |

| Arbitro: | Raciti (Acireale) |

|  |           |             |
|  | Marcatori | 42’ Colombo |

| Arbitro: | Tursi (Valdarno) |

|                           |           |  |
| D'Ambrosio 47’ Bunino 82’ | Marcatori |  |

| Arbitro: | Cudini (Fermo) |

|               |           |             |
| O. Merkaj 46’ | Marcatori | 56’ Le Noci |

| Arbitro: | Giua (Olbia) |

|  |           |              |
|  | Marcatori | 40’ Maritato |

| Arbitro: | Robilotta (Sala Consilina) |

|                |           |                          |
| Maestrelli 11’ | Marcatori | 81’ Imbrenda 86’ Bachini |

| Pontedera 11 dicembre 2016, ore 20:30 CET 18ª giornata | Tuttocuoio        | 0 – 0 referto | Pro Piacenza | Stadio Ettore Mannucci (273 spett.)\| Arbitro: \| D. Miele (Torino) \| |
| Arbitro:                                               | D. Miele (Torino) |               |              |                                                                        |

| Arbitro: | Guida (Salerno) |

|             |           |  |
| Dragoni 82’ | Marcatori |  |

#### Girone di ritorno
| Arbitro: | Nicoletti (Catanzaro) |

|                                                          |           |            |
| Tempesti 39’ Shekiladze 52’ (rig.) Provenzano 84’ (rig.) | Marcatori | 2’ Moncini |

| Arbitro: | Meleleo (Casarano) |

|                         |           |  |
| Celiento 34’ Neglia 90’ | Marcatori |  |

| Pontedera 22 gennaio 2017, ore 16:30 CET 22ª giornata | Tuttocuoio      | 0 – 0 referto | Lupa Roma | Stadio Ettore Mannucci (271 spett.)\| Arbitro: \| Detta (Mantova) \| |
| Arbitro:                                              | Detta (Mantova) |               |           |                                                                      |

| Arbitro: | Andreini (Forlì) |

|                                         |           |                |
| Merlonghi 39’ De Feo 62’ Fanucchi 90+1’ | Marcatori | 43’ Shekiladze |

| Arbitro: | Dionisi (L'Aquila) |

|  |           |                                            |
|  | Marcatori | 23’ Moscardelli 52’ Bearzotti 80’ Polidori |

| Arbitro: | Carella (Bari) |

|  |           |                |
|  | Marcatori | 55’ Tiritiello |

| Arbitro: | Amoroso (Paola) |

|                                         |           |             |
| Tiritiello 55’ Berardi 64’ Pinzauti 68’ | Marcatori | 50’ Bastoni |

| Arbitro: | Zanonato (Vicenza) |

|                                        |           |  |
| Fischnaller 43’ Bocalon 47’ Evacuo 87’ | Marcatori |  |

| Arbitro: | Fiorini (Frosinone) |

|           |           |                                                    |
| Gelli 56’ | Marcatori | 16’ (rig.), 49’ Taugourdeau 23’ Hraiech 42’ Romero |

| Arbitro: | Pasciuta (Agrigento) |

|                                           |           |            |
| Ferretti 42’ Brighenti 51’ Scappini 90+1’ | Marcatori | 14’ Merkaj |

| Pontedera 18 marzo 2017, ore 20:45 CET 30ª giornata | Tuttocuoio       | 0 – 0 referto | Pontedera | Stadio Ettore Mannucci (678 spett.)\| Arbitro: \| Balice (Termoli) \| |
| Arbitro:                                            | Balice (Termoli) |               |           |                                                                       |

| Arbitro: | Vigile (Cosenza) |

|                                                                    |           |  |
| Provenzano 19’, 81’ Ferrari 52’ Shekiladze 79’ (rig.) Pinzauti 90’ | Marcatori |  |

| Arbitro: | Schirru (Nichelino) |

|                                       |           |             |
| Bellazzini 27’ Hamlili 79’ Rovini 87’ | Marcatori | 45’ Ferrari |

| Arbitro: | D'Ascanio (Ancona) |

|              |           |               |
| Falivena 21’ | Marcatori | 90+6’ Marotta |

| Arbitro: | Robilotta (Sala Consilina) |

|                             |           |  |
| Pessina 3’ Chinellato 90+2’ | Marcatori |  |

| Arbitro: | Curti (Milano) |

|                |           |             |
| Vantaggiato 4’ | Marcatori | 64’ Ferrari |

| Arbitro: | Detta (Mantova) |

|                  |           |             |
| Ferrari 29’, 62’ | Marcatori | 30’ Vastola |

| Arbitro: | De Angeli (Abbiategrasso) |

|                           |           |                |
| Bazzoffia 13’ Rossini 29’ | Marcatori | 16’ Provenzano |

| Arbitro: | Massimi (Termoli) |

|                         |           |                             |
| Ferrari 7’ Pinzauti 17’ | Marcatori | 13’ Scaccabarozzi 81’ Pavan |

#### Play-out
| Arbitro: | Mei (Pesaro) |

|                           |           |                       |
| Pinzauti 16’ Lo Porto 32’ | Marcatori | 39’ Gargiulo 65’ Tomi |

| Prato 28 maggio 2017, ore 17:00 CEST Ritorno | Prato              | 0 – 0 referto | Tuttocuoio | Stadio Lungobisenzio (1 082 spett.)\| Arbitro: \| Valiante (Salerno) \| |
| Arbitro:                                     | Valiante (Salerno) |               |            |                                                                         |

### Coppa Italia
| Arbitro: | Fiorini (Frosinone) |

|                                               |           |                          |
| Giorno 90+2’ (rig.) De Marco 106’ Kušeta 114’ | Marcatori | 27’ Pellini 94’ Tempesti |

### Coppa Italia Lega Pro

#### Fase a eliminazione diretta
| Arbitro: | Marchetti (Ostia) |

|                                                           |                      |                                                     |
| Moscardelli 35’                                           | Marcatori            | 71’ Serinelli                                       |
| Moscardelli Erpen Rosseti Corradi Polidori Luciani Milesi | Tiri di rigore 3 – 4 | Siani Gelli Caciagli Masia Falivena Merkaj Lo Porto |

| Arbitro: | Schirru (Nichelino) |

|              |           |                                  |
| Risaliti 23’ | Marcatori | 28’ (rig.), 60’ Siani 38’ Merkaj |

| Arbitro: | Perotti (Legnano) |

|  |           |              |
|  | Marcatori | 10’ De Cenco |

## Statistiche

### Statistiche di squadra
| Competizione          | Punti | In casa | In casa | In casa | In casa | In casa | In casa | In trasferta | In trasferta | In trasferta | In trasferta | In trasferta | In trasferta | Totale | Totale | Totale | Totale | Totale | Totale | DR  |
| Competizione          | Punti | G       | V       | N       | P       | Gf      | Gs      | G            | V            | N            | P            | Gf           | Gs           | G      | V      | N      | P      | Gf     | Gs     | DR  |
| --------------------- | ----- | ------- | ------- | ------- | ------- | ------- | ------- | ------------ | ------------ | ------------ | ------------ | ------------ | ------------ | ------ | ------ | ------ | ------ | ------ | ------ | --- |
| Lega Pro              | 38    | 19      | 5       | 7       | 7       | 21      | 22      | 19           | 4            | 4            | 11           | 16           | 31           | 38     | 9      | 11     | 18     | 37     | 53     | -16 |
| Coppa Italia          | -     | 0       | 0       | 0       | 0       | 0       | 0       | 1            | 0            | 0            | 1            | 2            | 3            | 1      | 0      | 0      | 1      | 2      | 3      | -1  |
| Coppa Italia Lega Pro | -     | -       | -       | -       | -       | -       | -       | 3            | 1            | 1            | 1            | 4            | 3            | 3      | 1      | 1      | 1      | 4      | 3      | +1  |
| Totale                | -     | 19      | 5       | 7       | 7       | 21      | 22      | 23           | 5            | 5            | 13           | 22           | 37           | 42     | 10     | 12     | 20     | 43     | 59     | -16 |

### Andamento in campionato
| Giornata  | 1 | 2  | 3 | 4 | 5 | 6 | 7 | 8  | 9  | 10 | 11 | 12 | 13 | 14 | 15 | 16 | 17 | 18 | 19 | 20 | 21 | 22 | 23 | 24 | 25 | 26 | 27 | 28 | 29 | 30 | 31 | 32 | 33 | 34 | 35 | 36 | 37 | 38 |
| --------- | - | -- | - | - | - | - | - | -- | -- | -- | -- | -- | -- | -- | -- | -- | -- | -- | -- | -- | -- | -- | -- | -- | -- | -- | -- | -- | -- | -- | -- | -- | -- | -- | -- | -- | -- | -- |
| Luogo     | T | C  | T | C | T | C | T | C  | T  | C  | T  | T  | C  | T  | C  | C  | T  | C  | T  | C  | T  | C  | T  | C  | T  | C  | T  | C  | T  | C  | C  | T  | C  | T  | T  | C  | T  | C  |
| Risultato | N | N  | V | V | P | P | N | P  | N  | P  | V  | P  | P  | P  | N  | P  | V  | N  | P  | V  | P  | N  | P  | P  | V  | V  | P  | P  | P  | N  | V  | P  | N  | P  | N  | V  | P  | N  |
| Posizione | 7 | 10 | 8 | 4 | 7 | 9 | 9 | 13 | 13 | 14 | 13 | 14 | 16 | 16 | 16 | 17 | 17 | 17 | 17 | 15 | 15 | 15 | 15 | 17 | 16 | 15 | 15 | 16 | 17 | 18 | 15 | 16 | 15 | 16 | 16 | 16 | 18 | 18 |

Fonte:  Lega Pro – Classifiche, su lega-pro.com, Lega Pro (archiviato dall'url originale il 16 agosto 2016).
Legenda:

Luogo: C = Casa; T = Trasferta. Risultato: V = Vittoria; N = Pareggio; P = Sconfitta.